# Discalma exfusaria
Discalma exfusaria là một loài bướm đêm trong họ Geometridae.